# Трновац (притока Врбање)
Трновац је ријека-поток у Републици Српској, БиХ. То је једна од многих десних притока Врбање. 
Извире на узвисини изнад истоименог села Селачка, изнад села Хајдаровићи, испод локалитета Велики Пољанак (1240 м), на надморској висини од 1120 м.
До села Хајдаровићи, Трновац добија воду шест десних притока/врела, а у селу још два лијева. У Врбању се улијева на култном излетишту Трновац, на надморској висини од 546 м.
Већи дио тока, Трновац тече у правцу исток – запад, паралелно са горњим током Црквенице и Лопаче (такође десне притоке Врбање). Пролази између Шипрашког брда и села Курушићи (сјевер) и Орахове равни са селом Гелићи (југ).
Око 1960—их година на Трновцу било је 16 воденица, по шест код Хајдаровића и при ушћу.